# Tubocapsicum
Genre
Tubocapsicum est un genre de plantes de la famille des Solanaceae.

## Liste d'espèces
Selon NCBI (16 avr. 2012) :
- Tubocapsicum anomalum

Selon Tropicos (16 avr. 2012) :
- Tubocapsicum anomalum
- Tubocapsicum boninense